# L'Ombre de l'aigle
 (juin 2025).
Motif : Aucune source.
- Archive Wikiwix
- Bing
- Cairn
- DuckDuckGo
- E. Universalis
- Gallica
- Google
- G. Books
- G. News
- G. Scholar
- Persée
- Qwant
- (zh) Baidu
- (ru) Yandex
- (wd) trouver des œuvres sur Wikidata

| 1. | Préciser le motif de la pose du bandeau. | Précisez le motif de la pose du bandeau en utilisant la syntaxe suivante : {{admissibilité à vérifier\|date=juin 2025\|motif=remplacez ce texte par le motif}}                          |
| 2. | Informer les utilisateurs concernés.     | Pensez à avertir le créateur de l'article, par exemple, en insérant le code ci-dessous sur sa page de discussion : {{subst:avertissement admissibilité à vérifier\|L'Ombre de l'aigle}} |

L'Ombre de l'aigle est un roman policier de l'écrivaine suisse Corinne Jaquet publié en 2014.

## Résumé
En 2013, Héloïse, professeur d'histoire dans un collège de Genève, a Beno en cours. C'est le frère de son ex, Lucas. Beno travaille pour Héloïse sur l'annexion de Genève par Napoléon de 1798 à 1813.
Aymon, oncle d'Héloïse avec qui elle a renoué un an après de décès de son mari, trouve les plans de Genève la française dans son grenier. Il disparaît après avoir laissé les plans et une énigme à Héloïse. Après avoir mené son enquête, elle le retrouve blessé dans un souterrain. Il lui dit que c'est Petiet, valet de Labordon, le coupable. Lucas soupçonne Petiet grâce à aux révélations fournies par l'énigme. Aymon se rend ensuite chez Labordon, qui tue Petiet, mais Lucas arrive avec un policier qui abat Labordon.